# Jorge Illueca
Jorge Enrique Illueca Sibauste (Panama, 17 settembre 1918 – 3 maggio 2012) è stato un politico panamense.

## Biografia
È stato Presidente di Panama dal febbraio all'ottobre del 1984. Nel periodo 1982-1984 è stato Vicepresidente del Paese.
Inoltre è stato Presidente dell'Assemblea generale delle Nazioni Unite nel 1983.
| Controllo di autorità | VIAF (EN) 164563390 · ISNI (EN) 0000 0001 1283 3550 · LCCN (EN) no2011013173 · GND (DE) 1056644869 |